# إسوفو هابو
إسوفو هابو (بالإنجليزية: Issoufou Habou)‏ (مواليد 1945) هو ملاكم نيجيري، مثّل بلاده في الألعاب الأولمبية الصيفية 1972.

## روابط خارجية
إسوفو هابو على موقع أوليمبيديا (الإنجليزية)